# Benthesicymus howensis
Benthesicymus howensis is een tienpotigensoort uit de familie van de Benthesicymidae. De wetenschappelijke naam van de soort is voor het eerst geldig gepubliceerd in 2001 door Dall.